# OAZ3
OAZ3 (англ. Ornithine decarboxylase antizyme 3) – білок, який кодується однойменним геном, розташованим у людей на 1-й хромосомі. Довжина поліпептидного ланцюга білка становить 235 амінокислот, а молекулярна маса — 27 413.
| 10         |  | 20         |  | 30         |  | 40         |  | 50         |
| ---------- |  | ---------- |  | ---------- |  | ---------- |  | ---------- |
| MPCKRCRPSV |  | YSLSYIKRGK |  | TRNYLYPIWS |  | PYAYYLYCYK |  | YRITLREKML |
| PRCYKSITYK |  | EEEDLTLQPR |  | SCLQCSESLV |  | GLQEGKSTEQ |  | GNHDQLKELY |
| SAGNLTVLAT |  | DPLLHQDPVQ |  | LDFHFRLTSQ |  | TSAHWHGLLC |  | DRRLFLDIPY |
| QALDQGNRES |  | LTATLEYVEE |  | KTNVDSVFVN |  | FQNDRNDRGA |  | LLRAFSYMGF |
| EVVRPDHPAL |  | PPLDNVIFMV |  | YPLERDVGHL |  | PSEPP      |  |            |

A: Аланін

C: Цистеїн

D: Аспарагінова кислота

E: Глутамінова кислота

F: Фенілаланін

G: Гліцин

H: Гістидин

I: Ізолейцин

K: Лізин

L: Лейцин

M: Метіонін

N: Аспарагін

P: Пролін

Q: Глутамін

R: Аргінін

S: Серин

T: Треонін

V: Валін

W: Триптофан

Кодований геном білок за функцією належить до фосфопротеїнів. 
Задіяний у такому біологічному процесі, як альтернативний сплайсинг. 
Локалізований у цитоплазмі, ядрі.